# دم‌بادبزنی لرد هوی
دم‌بادبزنی لرد هُوی (نام علمی: Rhipidura fuliginosa cervina) نام یک زیرگونه منقرض‌شده از راسته گنجشک‌سانان است.